# Perry Mason e il grido nella notte
Perry Mason e il grido nella notte (The Case of the Screaming Woman) è un romanzo giallo del 1957 di Erle Stanley Gardner, il cinquantatreesimo con protagonista il celebre avvocato Perry Mason.

## Trama
Perry Mason, si sa, non si occupa di divorzi o questioni familiari. Ma Joan Kirby vuole qualcosa di diverso: che Mason parli con suo marito, John, e lo convinca che la storia che le ha raccontato sui propri movimenti della sera prima non regge. A suo dire, John avrebbe soccorso una ragazza rimasta a secco che andava a riempire una tanica di benzina al più vicino distributore, ma al momento di tornare alla macchina non l'avevano più trovata (e con essa erano spariti anche i documenti della ragazza, che ve li aveva lasciati); così John aveva accompagnato la ragazza ad un motel, dove l'aveva registrata come propria moglie, e le aveva pagato la stanza per la notte. Ma il giorno dopo la ragazza non si trova...e quello che è peggio, una donna che corrisponde alla sua descrizione è stata vista lasciare in fretta l'abitazione del dottor Babb, colpito a morte poco prima, e dopo che una donna è stata udita "gridare nella notte".
Emerge presto che il morto gestiva un sistema di adozioni illegali, nel quale i coniugi Kirby sono stati coinvolti anni prima, e che John non sta dicendo la verità su quella ragazza. Perry Mason deve quindi difendere il proprio cliente soprattutto dalle sue bugie, poi dall'accusa di complicità in omicidio, cercando al contempo di non distruggere le vite di tante famiglie che si sono avvalse degli illeciti servigi del dottor Babb.

## Personaggi
- Perry Mason, avvocato
- Della Street, segretaria di Perry Mason
- Paul Drake, investigatore privato e collaboratore di Perry Mason
- John Kirby, uomo d'affari
- Joan Kirby, sua moglie
- Norma Logan, giovane misteriosa
- Phineas Lockridge Babb, medico
- Donald Derby, factotum del dottor Babb

## Edizioni
- Erle Stanley Gardner, The Case of the Screaming Woman, 1957.
- Erle Stanley Gardner, Perry Mason e il grido nella notte, collana Il Giallo Mondadori n. 550, Arnoldo Mondadori Editore, agosto 1959.
- Erle Stanley Gardner, Perry Mason e il grido nella notte, traduzione di Giuseppe Gogioso, collana I Classici del Giallo Mondadori n. 1387, Arnoldo Mondadori Editore, agosto 2016.